# UFO (gruppo musicale)
Gli UFO sono un gruppo musicale hard & heavy britannico formatosi a Londra nel 1968.
Nel maggio 2018 il cantante Phil Mogg ha annunciato che la band si sarebbe ritirata dopo un ultimo tour nel 2019, che è stato ripreso nel 2022.
Gli UFO hanno ottenuto un discreto successo tra la fine degli anni settanta e l'inizio degli anni ottanta, scalando le classifiche top 40 del Regno Unito e degli Stati Uniti d'America e vendendo oltre venti milioni di dischi in tutto il mondo.

## Storia

### Inizi (1969-1972)

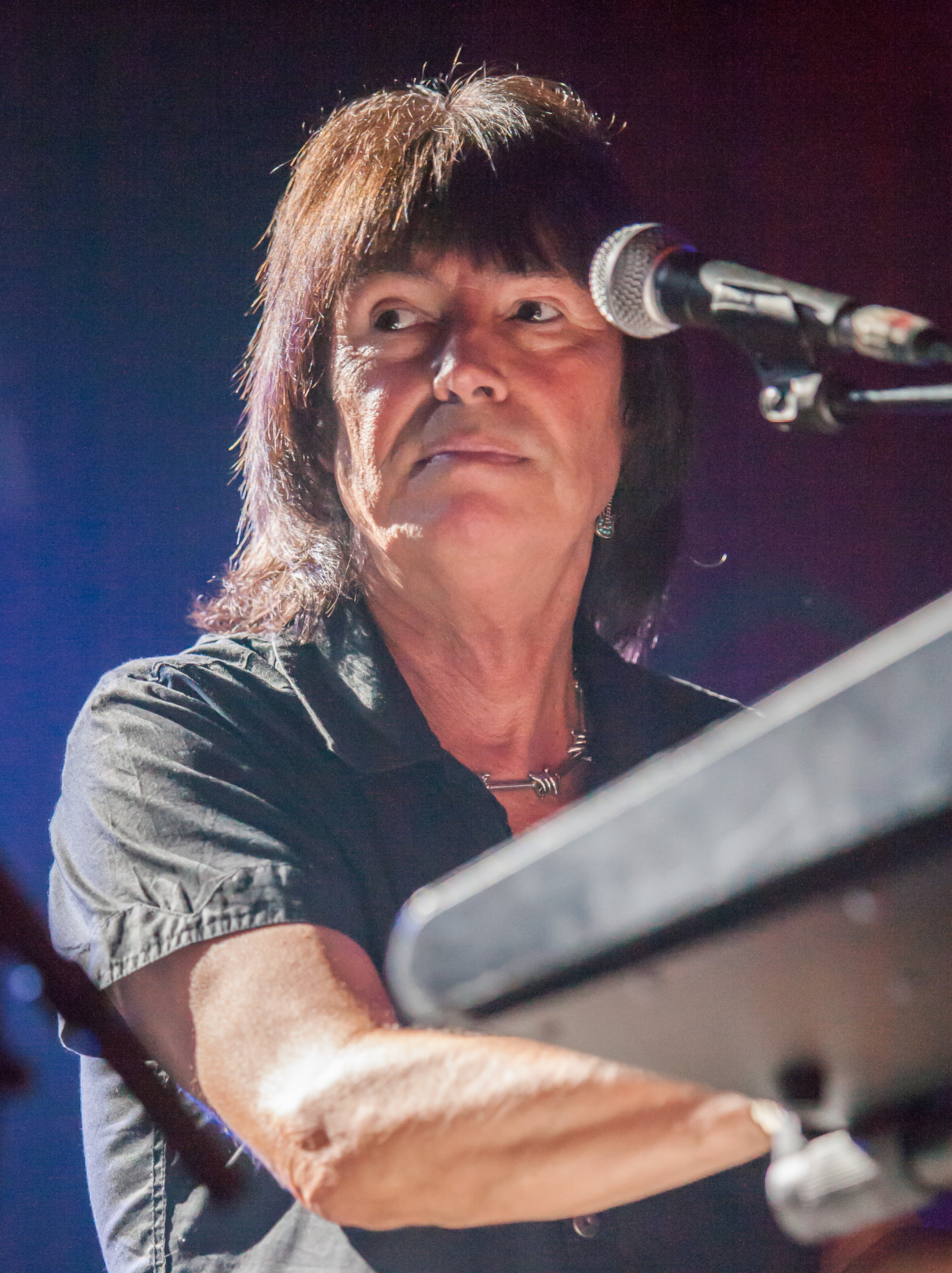
Paul Raymond in concerto con gli UFO nel 2007.

La formazione nacque nel 1968 dal cantante Phil Mogg, dal bassista Pete Way, dal batterista Andy Parker e dal chitarrista Mick Bolton. Il nome scelto inizialmente fu Hocus Pocus, ma fu cambiato quasi immediatamente in UFO, in onore del locale londinese in cui vennero notati per la prima volta ed ottennero il loro primo contratto. I primi due album, UFO 1 e Flying erano caratterizzati per un heavy metal primordiale ed ottennero un buon successo in Francia, Giappone e Germania, senza però ottenere grandi attenzioni in patria.
Buona parte di questi primi lavori era fortemente influenzata dallo space rock, che aveva un modesto seguito al tempo, ma la band capì che era necessario un cambio di direzione per avere successo. Così nel 1972 Bolton lasciò il gruppo e gli UFO si misero alla ricerca di un chitarrista di talento con un suono decisamente più duro. Nel frattempo pubblicarono Live, il loro primo album dal vivo.

### Il successo internazionale (1973-1978)
Dopo alcuni provini a diversi chitarristi (tra cui Red Canzian, all'epoca chitarrista e cantante nei Capsicum Red e futuro bassista e cantante dei Pooh), nel 1973 la band ingaggiò il diciottenne Michael Schenker, giovanissimo virtuoso delle sei corde in uscita dagli Scorpions, che aveva già un'ottima fama internazionale. Con lui, nel 1974 il gruppo registrò Phenomenon, che segnò l'inizio di un sound più duro. Quest'album ebbe subito un gran successo e contiene diverse canzoni che ancora oggi sono dei cavalli di battaglia della band, come Doctor Doctor, Rock Bottom.
I due album successivi, Force It (1975) e No Heavy Petting (1976) continuarono sulla linea del precedente e permisero alla band di farsi notare negli Stati Uniti e nel Regno Unito.
Nel 1977 uscì Lights Out, ritenuto il lavoro di punta della band ed un classico del rock anni settanta.
Forte del successo sempre crescente, nel 1978 la band tornò in studio e registrò Obsession, probabilmente il loro miglior album. Sempre nello stesso anno, la band iniziò un tour statunitense ed incise un album live, Strangers in the Night, uscito l'anno successivo.

### La partenza di Schenker (1978)
Verso la fine degli anni settanta, per gli eccessi di Schenker e il suo carattere, iniziarono ad esserci tensioni tra lui e Mogg. Così dopo il concerto in California nel 1978, Schenker lasciò la band.
Dopo aver lasciato gli UFO, il chitarrista collaborò con gli Scorpions nella realizzazione del loro album Lovedrive (1979), prima di formare un proprio gruppo, il Michael Schenker Group.

### Dopo Schenker (1979-1990)
Dopo l'uscita di Schenker dalla band, venne preso al suo posto Paul Chapman. Con l'uscita di No Place to Run, nel 1980 (prodotto da George Martin), la band non riuscì ad eguagliare il successo ottenuto con i precedenti album, pur ottenendo discreti risultati. Nel frattempo Paul Raymond lasciò la band, e venne sostituito prima da John Sloman e poi da Neil Carter, che tentò di riempire il vuoto compositivo lasciato da Schenker.
Nel 1981, la band produsse The Wild, the Willing and the Innocent, caratterizzato da un suono più alleggerito, che era popolare ai tempi. L'album riscosse un moderato successo nel Regno Unito.
Nel 1982, la band pubblicò Mechanix, album contenente la canzone Back Into My Life, che ottenne un buon successo negli USA. Ma l'album fu anche un successo nel Regno Unito, dove raggiunse la posizione più alta mai raggiunta nelle classifiche inglesi.
Pete Way lasciò la band e nel 1983 uscì un nuovo album nel quale Chapman e Carter si divisero le parti di basso: Making Contact, che non ottenne molto successo. Per il tour promozionale di Making Contact venne ingaggiato un giovane Billy Sheehan proveniente dal gruppo Talas, ma le tensioni personali tra i membri (soprattutto tra Mogg e Chapman) resero l'esperienza fallimentare e culminarono in uno scontro fisico al concerto di Atene. Il concerto e il tour furono cancellati e il gruppo sciolto, salvo per una riunione d'addio con Paul Gray al basso. Esiste una registrazione bootleg dell'evento all'Hammersmith Odeon (oggi Hammersmith Apollo) del 15 aprile 1983. 
Due anni dopo, Mogg assemblò una nuova formazione e realizzò l'album Misdemeanor (1985), seguito da Ain't Misbehavin' (1988). Tuttavia nemmeno questi due album godettero di grande successo, e la band si sciolse nuovamente nel 1989.

### Le reunion (1991-2003)

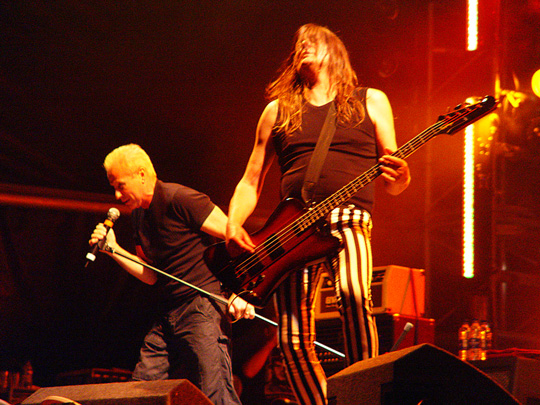
Phil Mogg (a sinistra) e Pete Way (a destra) in concerto con gli UFO, il 3 ottobre 2006.

Nel 1992, Mogg e Way decisero di resuscitare nuovamente gli UFO, ed assieme a Clive Edwards e Laurence Archer pubblicarono High Stakes & Dangerous Men, che creò sempre più attese verso una probabile riunione con i membri più illustri del passato. Cosa che avvenne nel 1995, quando Mogg, Way, Schenker, Raymond e Parker si riunirono e pubblicarono Walk on Water (1995).
Con questa formazione, gli UFO intrapresero un nuovo tour mondiale, a seguito del quale, a causa di dissidi interni i vari membri della band decisero nuovamente di intraprendere strade diverse. Nel 1996 Mogg e Way formarono una nuova band, insieme all'ex chitarrista degli Europe John Norum, chiamata proprio Mogg/Way (1999), anno dello scioglimento di questo gruppo.
La band si riunì nel 1998, mentre nel 2000 vi fu il ritorno di Schenker, depositario del marchio "UFO"; in quello stesso anno la band pubblicò Covenant, un doppio CD contenente un disco di materiale inedito ed un disco di classici live.
Nel 2002, registrarono Sharks, subito dopo Schenker lasciò definitivamente il gruppo e venne sostituito da Vinnie Moore.

### Presente (2004-oggi)

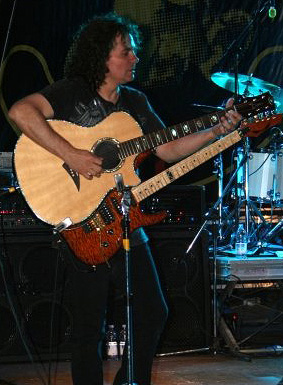
Vinnie Moore in concerto con gli UFO a Cercemaggiore mentre suona la chitarra acustica e quella elettrica.

Nel 2004, gli UFO realizzarono il loro diciassettesimo album in studio, You Are Here, con l'innesto in pianta stabile di Vinnie Moore ed il contributo di Jason Bonham alla batteria.
Nel 2005, realizzarono un doppio DVD intitolato Showtime, accompagnato da un doppio CD. A novembre dello stesso anno, Andy Parker tornò nel gruppo, contribuendo alla registrazione dell'album The Monkey Puzzle nel 2006.
Nel 2009, la band pubblicò un cofanetto di sei CD live contenente sei concerti registrati tra il 1975 ed il 1982, comprese alcune canzoni inedite. Il 31 marzo, inoltre, pubblicarono Beginnings, una compilation dei loro primi successi in formato doppio CD. Sempre nel 2009 venne inciso il diciannovesimo album in studio, The Visitor, seguito da un tour al quale non partecipò Pete Way, alle prese con problemi di salute. Il bassista non figurava già nei credits dell'album, in cui le parti di basso erano suonate da Peter Pichl. Con The Visitor, gli UFO ritornarono nelle classifiche britanniche dei migliori album dopo circa 15 anni di assenza.
Dal 2010 gli UFO hanno lavorato al completamento del ventesimo album in studio dal titolo Seven Deadly, che ha visto la luce il 28 febbraio 2012. Intanto, è stato prodotto The Chrysalis Years: 1973-1979 (2011), un cofanetto pubblicato da Capitol ed EMI contenente i loro primi cinque album studio.
Nel 2011 gli ex-membri del gruppo Danny Peyronel, Laurence Archer e Clive Edwards si riunirono con il bassista Rocky Newton (ex-McAuley Schenker Group) per formare un gruppo chiamato X-UFO. Nelle performance live gli X-UFO suonarono vecchie canzoni degli UFO e più tardi cambiarono il proprio nome in House Of X per suonare materiale proprio. L'album omonimo è uscito il 24 ottobre 2014.
Nel 2013 Paul Raymond rivelò che era in lavorazione un nuovo album degli UFO. L'album, A Conspiracy of Stars, è stato pubblicato il 23 febbraio 2015.
Il 10 settembre 2016 il chitarrista Vinnie Moore annunciò su Facebook che gli UFO erano in studio per registrare un album di cover, The Salentino Cuts, uscito il 29 settembre 2017.
Il 13 aprile 2019 il tastierista/chitarrista Paul Raymond è morto per un attacco cardiaco e al suo posto entrò l'ex-chitarrista Neil Carter, già nella band dal 1981 al 1983.

## Stile musicale e influenze
Il loro impatto sulla scena progressive dei primi anni settanta e heavy metal degli anni ottanta e soprattutto sulla NWOBHM (New Wave Of British Heavy Metal) fu molto forte e sono annoverati fra le influenze primarie dei Bigelf, Babylon A.D., Def Leppard, Metallica (in particolare James Hetfield), Iron Maiden (in particolare Steve Harris), Gun, Cathedral, Voivod ed altri ancora.

## Formazione

### Attuale
- Phil Mogg - voce (1969-1988; 1992-presente)
- Vinnie Moore - chitarra (2003-presente)
- Neil Carter - tastiera e chitarra (1981-1983; 2019-presente)
- Rob De Luca - basso (2013-presente)
- Andy Parker - batteria (1969-1983; 1992-1995; 2005-presente)

### Ex componenti principali
- Paul Raymond - tastiera e chitarra (1977-1980; 1982-1983; 1994-1995; 2005-2019; morto nel 2019)
- Pete Way - basso (1969-1981; 1987-1988; 1994-1995; 1998-2002; 2009-2013; morto nel 2020)
- Michael Schenker - chitarra   (1973-1979; 1994-1995; 2000-2003)
- Paul Chapman - chitarra (1979-1983; morto nel 2020)
- Paul Gray - basso (1984-1986)
- Tommy McClendon - chitarra (1983-1986)
- Jim Simpson - batteria (1984-1988)
- Clive Edwards - batteria (1991-1994)
- Aynsley Dunbar - batteria (1998-2003)
- Kevin Carlson - tastiera (2000-2005; morto nel 2010)

## Discografia

### Album in studio
- 1971 - UFO 1
- 1972 - Flying
- 1974 - Phenomenon
- 1975 - Force It
- 1976 - No Heavy Petting
- 1977 - Lights Out
- 1978 - Obsession
- 1980 - No Place to Run
- 1981 - The Wild, the Willing and the Innocent
- 1982 - Mechanix
- 1983 - Making Contact
- 1985 - Misdemeanor
- 1988 - Ain't Misbehavin'
- 1992 - High Stakes & Dangerous Men
- 1994 - Walk on Water
- 2000 - Covenant
- 2002 - Sharks
- 2004 - You Are Here
- 2006 - The Monkey Puzzle
- 2009 - The Visitor
- 2012 - Seven Deadly
- 2015 - A Conspiracy of Stars

### Album di cover
- 2017 - The Salentino Cuts